# Cantón de Écouché
El cantón de Écouché era una división administrativa francesa, que estaba situada en el departamento de Orne y la región de Baja Normandía.

## Composición
El cantón estaba formado por dieciocho comunas:
- Avoine
- Batilly
- Boucé
- Écouché
- Fleuré
- Goulet
- Joué-du-Plain
- La Courbe
- Loucé
- Montgaroult
- Rânes
- Saint-Brice-sous-Rânes
- Saint-Ouen-sur-Maire
- Sentilly
- Serans
- Sevrai
- Tanques
- Vieux-Pont

## Supresión del cantón de Écouché
En aplicación del Decreto n.º 2014-247 de 25 de febrero de 2014, el cantón de Écouché fue suprimido el 22 de marzo de 2015 y sus 18 comunas pasaron a formar parte del nuevo cantón de Magny-le-Désert.